# Адамович, Николай Исидорович
Николай Исидорович Адамо́вич (30 мая 1868, село Крупское, Золотоношский уезд, Полтавская губерния — 17 марта 1942, Ленинград, РСФСР) — работник Главной Палаты мер и весов, учитель физики в 12-й Петербургской гимназии.

## Биография

### Юность
Родился 30 мая 1868 года в селе Крупское, Золотоношского уезда, Полтавской губернии. Начальное образование получил в сельской школе, по окончании которой получил разрешение на завершение образования в гимназии в г. Полтаве. Ещё в средней школе определился его интерес к физическим и математическим наукам, что и пробудило его после окончания гимназии поступить на физико-математический факультет Юрьевского Университета.
На физико-математическом факультете, где деканом являлся известный учёный профессор Ф. Левинсон-Лессинг (впоследствии соратник Д. И. Менделеева по Петербургскому Университету) Н. И. Адамович с отличием закончил в 1894 году курс и после защиты диссертации получил в 1895 году диплом с присуждением ему степени кандидата математики.
Он участник и революционного движения с 1887 года — биография в «Деятели революционного движения в России: Биобиблиографический словарь». О деятельности в области метрологии вполне много упоминаний в научной литературе, например: в Главной палате мер и весов (ныне Всесоюзный научно-исследовательский институт метрологии имени Д. И. Менделеева).

### Работа в Главной Палате мер и весов
Метрологом Н. И. Адамовичем выполнялись геодезические исследования с целью изучения поведения геодезических эталонов. Эта мера и до настоящего времени служит рабочим эталоном лаборатории мер длины Всесоюзного института метрологии. Она подробно описана в работе Н. И. Адамовича «Платино-иридиевая полусаженная мера П4». Участвовал в сличении симметричного метра в 1897 г. Его учебник 1927 года «Введение в метрологию и измерение длины» (Адамович Н. И., Промиздат, 1927 г.), упоминается в диссертации на степень кандидата педагогических наук Р. В. Хисметова «Система механико-математической подготовки студентов машиностроительных специальностей среднего профессионального образования и её совершенствование» (1999). В том же году по приезде в Петербург, Николай Адамович обратился к Д. И. Менделееву с просьбой о приёме на работу и был им зачислен в штат Главной Палаты мер и весов, где и работал безсменно в течение 40 лет в период 1895—1935 годов в лабораториях Главной Палаты, откуда выйдя на пенсию получал академическую пенсию, утверждённую ГУС’ом.
Первое упоминание о работе Н. И. Адамовича содержится во «Временнике» Главной Палаты мер и весов 1894 года (ч. 11, с. 118—132) в работе «Исследования дюймовых мер длины» Ломанского, где говорится: «Эти исследования произведены мною при участии А. М. Филиппова, Н. И. Адамовича».
В 1902 году он принимал участие в составлении «Сравнительных таблиц русских и английских мер» Изд. Главной Палаты мер и весов.
В книге «100 лет государственной службы мер и весов в СССР» в Главе 1, озаглавленной «Линейные измерения» на с. 123 говорится, что «Все измерения штриховых мер выполнялись при участии сотрудников Главной Палаты — Ф. И. Бломбаха, Ф. П. Завдского и Н. И. Адамовича, как для прототипов аршина, и были успешно закончены в 1895 году».
Декретом СНК от 14 сентября 1918 года было принято решение о введении метрической системы. В связи с этим в Главной Палате мер и весов была образована в 1919 году метрическая комиссия, которая провела огромную работу по составлению «Сравнительных таблиц русских и метрических мер», изданных в 1923 году. В этой комиссии и проведённой ею работе Н. И. Адамович принимал деятельное участие.
В 1922 году была начата подготовка кадров для поверочного дела и основаны Метрологические Курсы, на которых лекции читали А. Н. Доброхотов, М. Ф. Маликов, Н. И. Адамович и другие сотрудники Главной Палаты мер и весов.
По поручению академика Д. П. Коновалова, возглавляющего в то время Главную Палату мер и весов, Н. И. Адамовичем составлена книга «Введение в метрологию и измерение мер длины», изданную Промиздатом в 1927 году и являющуюся по существу первым в СССР Руководством по метрологии.
По инициативе Д. П. Коновалова руководителем лаборатории мер длины был назначен Н. И. Адамович. Под его руководством были проведены основные работы по сличению эталонных мер длины и геодезических эталонов по заданию Военно-Топографического Управления РККА.
Результаты этих исследований опубликованы в ряде работы, помещённых во «Временнике» № 4 (16) 1930 г., № 3 (10) 1927 г., и в «Поверочном Деле» выпуск 13, 1927 г., 1928 г. «Инверные меры длины», № 3 (20) 1930 г. Труды ВНИИМ, Вып. 5, 1934 г. и другие работы.

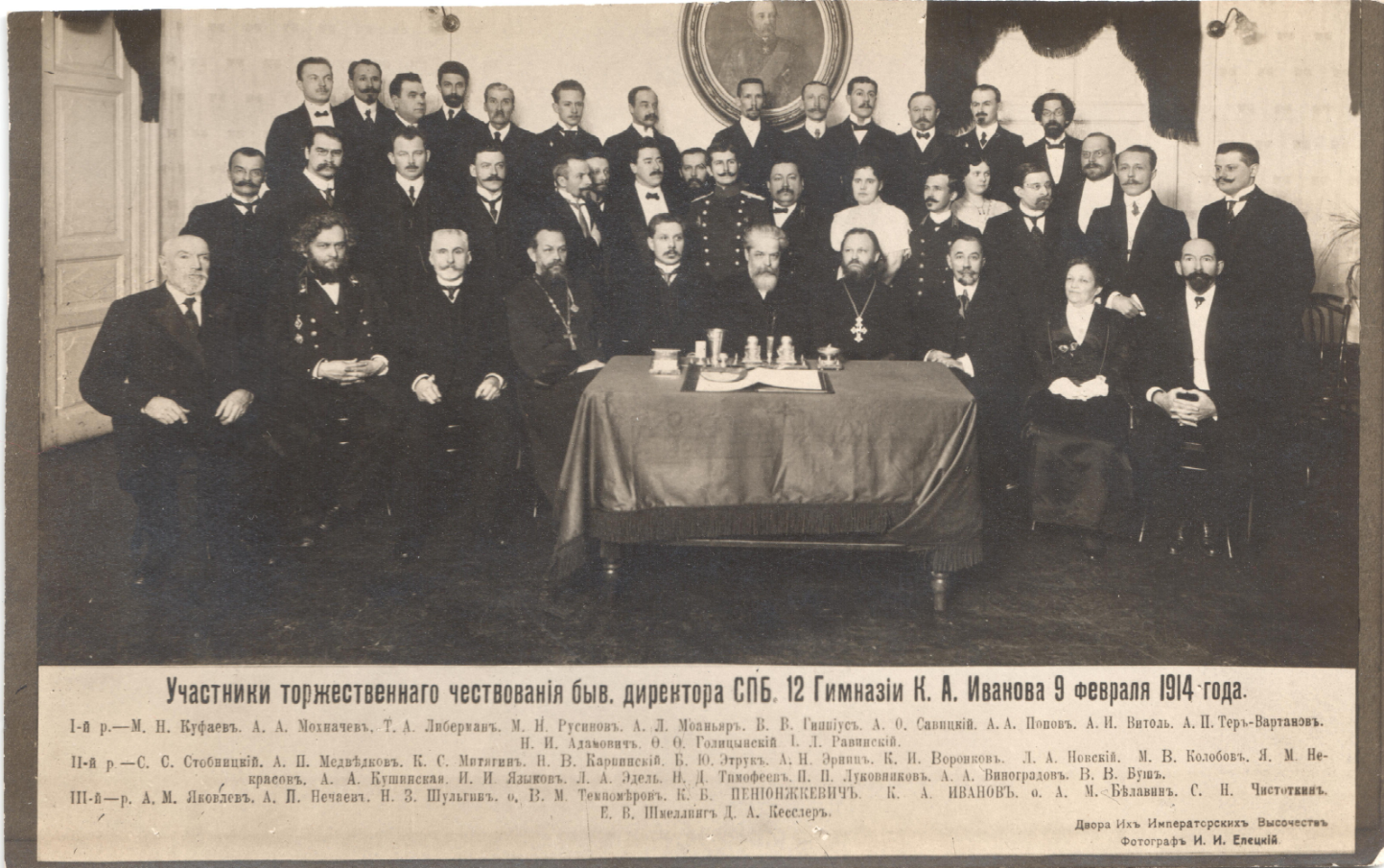
На фото: Н. И. Адамович, К. А. Иванов, В. В. Гиппиус, В. В. Буш

Новую веху в работах по эталонированию мер длины составили исследования, выполненные Н. И. Адамовичем на 4-х метровом компараторе в лаборатории эталонных мер длины, что было отмечено специальным приказом.
За эти и многие другие работы в области метрологии Н. И. Адамовичу было присвоено в 1932 году учёное звание Действительного члена Института (ВНИИМ), равноценное в те годы степени доктора наук.

### Работа в 12-й Петербургской гимназии
Одновременно работая в Главной палате мер и весов, работал в 12-й Петербургской гимназии при директорах К. А. Иванове и К. Б. Пенионжкевиче. Преподавал физику. Одним из известных его учеников был Юзеф Чапский.

### Гибель
Погиб во время Ленинградской блокады 17 марта 1942 года в возрасте 73 лет и похоронен в братских могилах Пискарёвского мемориального кладбища.

## Семья
- Сын — Алексей Николаевич Адамович, советский гидростроитель, доктор технических наук, профессор.